# Viorica Dumbrăveanu
Viorica Dumbrăveanu (née le 23 décembre 1976 à Chișinău) est une femme politique moldave.

## Biographie
Dumbrăveanu naît le 23 décembre 1976 à Chișinău.
De 1994 à 1997, elle étudie le droit au centre d'excellence en informatique et technologies de l'information, à l'époque Collègue républicain de l'informatique. Elle étudie à l'université d'État de Moldavie de 1997 à 2001,, où elle se spécialise en droit pénal et criminologie. Elle obtient une maîtrise dans les mêmes spécialités en 2003,.
Après ses études, elle devient consultante pour le département des assistances sociales du ministère du travail et de la protection sociale. De 2003 à 2005, elle gère un projet sur les violences conjugales et sur l'égalité des chances. En 2008, elle devient vice-ministre des affaires sociales, familiales et de l'enfance. En 2019, elle est nommée par Igor Dodon comme conseillère présidentielle des affaires sociales.
Elle est ministre du travail et de la protection sociale de Moldavie du 14 novembre 2019 au 31 décembre 2020 au sein du gouvernement Chicu. Elle remplace Ala Nemerenco (ro) et est remplacée par Tatiana Zatîc (ro). Au cours de son mandat, elle doit en particulier gérer la pandémie de COVID-19 en Moldavie. En juillet 2020, elle est touchée par une motion de censure pour sa gestion de la pandémie, mais remporte le vote et ne quitte pas son poste.